# Столипиново
Столипиново е квартал в източната част на гр. Пловдив, на южния бряг на река Марица. Това е най-голямото градско гето в България с близо 40 000 души население. Голямото мнозинство от жителите са цигани мюсюлмани, традиционно наричани миллет и самоопределящи се като турци. Друга основна група, включваща по оценки 15 – 20% от жителите, главно в североизточния край на квартала, са цигани християни, в наши дни основно евангелизирани, които са традиционно наричани бургуджии и се самоопределят като роми.

## История
Столипиново възниква през 1889 година, когато общинският съвет на Пловдив, по повод епидемия от шарка, решава да изсели пръснатите из града цигани, по това време около 350 души, в новосъздадено „циганско село“ на 2 километра източно от Пловдив. Първите жители са семейства от пловдивската Бей-Меджид махала. Първоначално е наречено „Новото село“, но впоследствие е наименувано на генерал Столипин, заместник на княз Дондуков-Корсаков.
През следващите десетилетия кварталът постепенно се разраства. През 30-те години на XX век в него се преместват бургуджиите от квартала „Кючук Париж“, а с принудителното усядане на чергаруващите цигани след 1958 година известен брой от тях също се установяват в „Столипиново“. Голямото наводнение по течението на Марица през 1957 година оставя без жилища над 10 хиляди души в Пловдив, а при възстановяването след него в „Столипиново“ са построени няколкостотин апартамента, в които са настанени пострадали цигани.

## Бит и условия
По думите на бившия пловдивския кмет (1999 – 2007 г.) Иван Чомаков положението в квартала е дотолкова безконтролно, че се е превърнал на „държава в държавата“, „част от хората не искат да продължават да живеят по този начин и осъзнатата част вече имало желание за съдействие на институциите за спазване на законите“.
През 1990-те години повечето жители на квартала не плащат консумирания от тях електрически ток. В интервю за вестник „Марица“ през 2002 г. кметът на район Източен в Пловдив Камен Хаджипетров посочва тревожно ежегодно нарастване на количеството ток без покриване на задължението за него към „Електроразпределение“. Цитираните от него суми са почти 1 милион лева за отоплителния сезон 1999 – 2000 г., около 3 милиона за 2000 – 2001 и над 6,5 милиона за 2001 – 2002 г. Съизмерими стойности на задълженията са изнесени от bTV – 6 милиона лв. към април 2002 г.
Фактът, че сметките за ток не се плащат, не се отрича и от депутатката в Европейския парламент Елс де Хрун, живяла 2 седмици в Столипиново, в нейно интервю пред в-к „Дневник“. Тя обаче оспорва тълкуването на това плащане като привилегировано положение, обяснявайки го с безработицата в квартала. Според кмета Хаджипетров циганите в Столипиново отказали да започнат работата, която им била предложена, под предлог, че предлаганата работа е ниско платена и с лоши условия: „Директно ни казваха, че искат работа на топло и за повече пари“. Той обяснява привидния парадокс със съизмеримостта на социалните помощи с минималната работна заплата.
Неплащането на сметки за битови услуги довежда до натрупването на дълг от 3 милиона евро за електрическо и водоснабдяване. Поради тази причина през 2002 г. местното електрическо дружество (тогава държавна собственост) пристъпва към прекъсване на електроснабдяването за всички жители на Столипиново. Тази „колективна отговорност“ се отчита като незаконен подход от организациите – защитници на човешките права, и довежда до спонтанни бунтове в Столипиново. След успокояването на ситуацията кварталът е поставен на режим – електричество се подава за 6 часа през нощта. Държавното дружество също така решава да постави електромерите в изнесени табла на няколко метра височина – нещо, което е практика в ромските квартали в България. На 31 октомври 2006 г. Пловдивският Окръжен съд постановява решение, с което обявява частичния режим на електричеството в Столипиново за дискриминация.
С преодоляването на този хуманитарен и икономически проблем, пренебрегван в продължение на много години, се заема „ЕВН България“, дъщерно дружество на австрийската ютилити компания ЕВН, която придобива през 2004 г. електроразпределителните дружества в Югоизточна България и наследява дълговете, частичния режим, повредената електрическа мрежа и проблематичните отношения с клиентите. Специалистите на компанията изготвят цялостен технически проект, програма за публично-частно партньорство и информационна кампания, чието реализиране отнема близо година. Електрическата мрежа е изцяло обновена, като това включва и монтирането на нови табла на земята, което дава възможност за визуален контрол на показанията на електромерите от страна на клиентите. Проектът обръща внимание и на дейности за подобряване на отношенията доставчик-клиент. Старите дългове са разсрочени по социално поносима схема. В рамките на работата по проекта много семейства, които в миналото са били незаконно присъединени към мрежата, са отделени като нови абонати в съответствие с изискванията на закона. Това от една страна подобрява взаимоотношенията с клиентите, а от друга страна възвръща доверието им към компанията. ЕВН назначава и роми за консултанти, които да работят в квартала. Техните задължения са да консултират клиентите при разчитането на показанията на електромерите им, както и да провеждат информационни кампании, насочени към енергоспестяване. В самия квартал са открити каси на дружеството, което улеснява потребителите при заплащането на сметките. В резултат на това от 2007 г. ромската общност в Столипиново получава 24-часово електроенергия. Инвестирани са близо 3 млн. евро в цялостна подмяна на 185 км електрическа мрежа, обновяване или изграждане на общо 17 трафопоста, откриване на 4 каси на територията на квартала, свързване на 6400 абоната към мрежата. Постигнат е успех, в който малцина преди това са вярвали: събираемостта в квартала е повишена от 3% през 2006 г. на 85 % след реализацията на проекта, а технологичните загуби намаляват от 40 % на 5 %. Успехът в Столипиново дава увереност на ръководството на „ЕВН България“ да приложи програмата и в други ромски квартали на територията на Югоизточна България и да осигури електрозахранване по всички съвременни стандарти.

## Епидемия от хепатит А
През лятото на 2006 г. в Столипиново избухва епидемия от хепатит „А“, като по данни на Националния медицински координационен център до 20 септември 2006 г. от 886 заболели 637 души са в Столипиново и 92 в Шекер махала.
Според Министерството на здравеопазването "лошото хигиенно състояние в Столипиново е първопричина за епидемията от хепатит „А“. Министърът на здравеопазването Радослав Гайдарски подчертава, че „изключително лошите условия на обитаване в квартала са създали възможност за възникване, увеличаване на случаите и епидемично разпространение на заболявания от хепатит „А“ сред живеещите“.
Вестник „Капитал“ описва камари боклуци, достигащи 1 м. Това се дължи на факта, че жителите на квартала не са свикнали да изхвърлят отпадъците си в контейнерите за смет и поради това го хвърлят направо от терасите си. Много често през квартала минава фадрома, която събира еднометровите камари с боклук. Община Пловдив дори е принудена да поиска полицията да следи за чистотата в квартала.
Епидемията довежда до междуетнически проблеми. Родителите на учениците от 3А клас на пловдивското ОУ „Христо Ботев“ отказват да пуснат децата си на училище, защото се страхуват за здравето им поради учещите там 13 деца от квартала.

## Престъпност
Според вестник „Сега“ в квартала има търговия с хероин и той е спряган като най-голямото разпределително депо в Южна България. Цитиран е предполагаем дневен оборот от 3 kg хероин и се прави сравнение със заловените 56 грама хероин за цялата 2004 г. Не само хероинът е големият проблем в този квартал, а също така и големи количества марихуана, амфетамини, рядко срещан кокаин, дори ЛСД се намира по улиците на квартала. Престъпността и търговията с жени е другият проблем, както и лихвари, даващи на по-бедни хора пари назаем и след това искащи тройно спрямо даденото. Според информация на 6-о РПУ в Пловдив кв. Столипиново е най-престъпният от всички градски квартали.

## Незаконно строителство
Според Доклада за изпълнението на съвместния меморандум по социално включване на Република България "Делът на незаконно строителство в големите градски гета, като например квартал Столипиново в Пловдив, достига до 80 %. "Според други източници, като този дял за Столипиново е 98 %.

## Образование
Според данни от социологически интервюта на Международния център за изследване на малцинствата и културните взаимодействия през 2003 г., цитирани от Националния съвет по етнически и демографски въпроси при Министерския съвет, малко деца от квартала посещават ежедневно училище. Повечето го правят с месечни прекъсвания, ходене на всеки 10 дена или почти никакво явяване и така събират повече от 1 – 2 месеца отсъствия. Те са пускани да преминат в по-горен клас от учителите въпреки неусвоения материал. Често ходенето на училище е с цели, различни от получаване на знания. Цитирани са цели като „да получи шофьорска книжка“ за момчета и „да си намерят момче“ за момичетата.
Най-голямото училище в квартала е Обединено училище „Пенчо Славейков“.